# Flagge Mayottes
Als französisches Überseedepartement ist die offizielle Flagge Mayottes die Flagge Frankreichs.

## Die Flagge des Generalrates
Der Generalrat Mayottes verwendet eine weiße Flagge mit dem Wappen Mayottes, zusammen mit den zwei Seepferdchen als Schildträger.

2:3 Flagge des Generalrats